# Consulta nazionale
La Consulta nazionale fu un'assemblea legislativa del Regno d'Italia di natura provvisoria e non elettiva, istituita dopo la fine della seconda guerra mondiale allo scopo di sostituire il consueto parlamento del Regno d'Italia fino a quando non fosse stato possibile indire regolari elezioni politiche.
La prima riunione si tenne il 25 settembre 1945 (convocata dal governo di Ferruccio Parri) e fece le veci del Parlamento fino alle elezioni nazionali del 2 giugno 1946, quando vennero eletti i membri dell'Assemblea Costituente. L'istituzione si inserisce nel contesto del periodo costituzionale transitorio.

## Storia
Il Decreto legislativo luogotenenziale 5 aprile 1945, n. 146 e il Decreto legislativo luogotenenziale 31 agosto 1945, n. 527, istitutivo della Consulta Nazionale, dichiarava che scopo della Consulta era dare pareri sui problemi generali e sui provvedimenti legislativi del governo. Quest'ultimo era obbligato a sentire il parere della Consulta su alcune materie quali bilancio, imposte e leggi elettorali.
L'effettiva costituzione della Consulta si ebbe quindi con il decreto luogotenenziale 22 settembre 1945, col quale furono nominati 430 consultori.
La Consulta, suddivisa in 10 commissioni, ratificò, tra le altre leggi, il decreto legislativo che assegnava ad un referendum popolare la scelta tra monarchia e repubblica. Inoltre ratificò una legge che permetteva per la prima volta in Italia il metodo di votazione a suffragio universale, maschile e femminile, dei membri dell'Assemblea Costituente "col sistema proporzionale a liste concorrenti, con collegi elettorali plurinominali e con un collegio unico nazionale per l'utilizzazione dei voti residui".
Determinò la caduta del governo Parri, che aveva trovato all'atto del suo insediamento.
Fra il 25 settembre 1945 e il 9 marzo 1946 (ultima seduta) la Consulta Nazionale si riunì in totale 40 volte, ma alcune commissioni lavorarono fino al 10 maggio.
Il 2 giugno 1946 vi fu l'elezione della Costituente, la cui prima seduta fu il 25 giugno 1946.
Dei 430 componenti della Consulta nazionale in 128 furono eletti deputati alla Costituente.

## Composizione
Il 
Decreto legislativo luogotenenziale 30 aprile 1945, n. 168, poi integrato con il Decreto legislativo luogotenenziale 12 luglio 1945, n. 422 e il Decreto legislativo luogotenenziale 31 agosto 1945, n. 527, emanò le regole per la composizione e le proporzioni per le rappresentanze.
Il numero complessivo dei consultori fu infine fissato a 430.
Dei componenti:
- 215 appartenevano ai partiti del CLN,
- 20 ad altri partiti (tra cui il PRI),
- 47 alle organizzazioni sindacali,
- 28 ai reduci (di cui 16 all'ANPI),
- 12 alle organizzazioni culturali, delle libere professioni e quadri aziendali,
- fino a 80 agli ex parlamentari antifascisti, scelti fra ex deputati della XXVII legislatura o senatori nominati prima del 28 ottobre 1922 o che tennero atteggiamento di opposizione al governo fascista,
- i rimanenti 28 seggi furono affidati a funzionari o politici che ricoprivano o avevano ricoperto particolari ruoli amministrativi.

La prima seduta, che si tenne il 25 settembre 1945 elesse l'Ufficio di Presidenza.

### Presidenti
- Carlo Sforza (25 settembre 1945 - 1º giugno 1946)[3]

### Commissioni
- affari esteri
- agricoltura e alimentazione
- affari politici e amministrativi
- giustizia
- difesa nazionale
- finanze e tesoro
- industria e commercio
- istruzione e belle arti
- lavoro e previdenza sociale
- ricostruzione - lavori pubblici e comunicazioni

## Il Ministero
Il decreto luogotenenziale 31 luglio 1945, n. 443 istituì il Ministero per la Consulta nazionale, con il compito di predisporre le norme riguardanti la Consulta e le misure volte ad assicurarne il funzionamento. Manlio Brosio fu Ministro del Governo Parri. Con decreto legislativo luogotenenziale 22 dicembre 1945, n. 826 il Ministero fu soppresso e trasformato in Ufficio per i rapporti con la Consulta presso la Presidenza del Consiglio. Durante il Governo De Gasperi I prima Emilio Lussu e poi Alberto Cianca furono Ministri senza portafoglio incaricati per le Relazioni con la Consulta.